# 기온역 (후쿠오카현)
기온역(일본어: 祗園駅)은 일본 후쿠오카현 후쿠오카시 하카타구 기온마치 사거리(祗園町, 辻の堂通り)에 있는 후쿠오카 시 교통국(후쿠오카 시 지하철)의 철도역이다.

## 역사
- 1983년 3월 22일 개업.

## 역 구조
타는 곳은 후쿠오카 시 지하철 한 곳이 있다. 후쿠오카 시 지하철 승강장은 북서 방향으로 지하에 있다. 역 서부를 레이센마치(冷泉町), 역 동쪽을 고쿠쇼마치(供所町)라고 한다.
역사는 후쿠오카 시 교통국 관할기관으로 역장실은 역 내에 위치해 있다.

### 승차장
| 1 | ■공항선 | 하카타·후쿠오카 공항·하코자키 선 직통가이즈카 방면      |
| 2 | ■공항선 | 메이노하마·JR지쿠히 선 직통 (지쿠젠마에바루·가라쓰방면) |

## 역 주변
역주변은 오피스빌딩이 밀집한 상업 지역이다. 또한 구시다 신사가 가까워서 매년 여름의 하카타 기온 야마카사 시기에는 주변이 매우 혼잡하며 교통 규제도 실시된다.
- 커낼시티 하카타
  - 후쿠오카현 적십자 혈액 센터 (헌혈룸·커낼시티)
- 맥스밸류 하카타기온점 (구 다이에 グルメシティ 하카타기온점)
  - 구 유니드 본점의 소재지이기도 하다.
- 후쿠오카 패션 빌딩
- TVQ 규슈방송 본사
- 후쿠오카 상공회의소
- 하카타 구청
- 하카타 경찰서
- 구시다 신사(櫛田神社)
- 조텐지(承天寺)
- 도초지(東長寺)
- "하카타마치야(博多町家)" 후루사토점
- 쇼후쿠지(聖福寺)
- 후쿠오카 시립 특별지원학교 하카타 고등학원
- 데키마치 공원 (초대 하카타역 철거지의 일부)
- JR 큐슈 버스 기온마치(祇園町) 정류장

## 인접역
| 후쿠오카 시 교통국 지하철          | 후쿠오카 시 교통국 지하철          | 후쿠오카 시 교통국 지하철     |
| ---------------------------------- | ---------------------------------- | ----------------------------- |
| K09 나카스카와바타 메이노하마 방면 | ■ 후쿠오카 시 교통국 지하철 공항선 | 하카타 K11 후쿠오카 공항 방면 |